# Matabitchuan River
Matabitchuan River är ett vattendrag i Kanada.   Det ligger i provinsen Ontario, i den sydöstra delen av landet, 300 km nordväst om huvudstaden Ottawa.
I omgivningarna runt Matabitchuan River växer i huvudsak blandskog. Trakten runt Matabitchuan River är nära nog obefolkad, med mindre än två invånare per kvadratkilometer.